# Kitui
Kitui è un centro abitato del Kenya, capoluogo dell'omonima contea.